# Сан-Ніколо-ді-Комеліко
Сан-Ніколо-ді-Комеліко (італ. San Nicolò di Comelico, вен. San Nicolò de Comelego) — муніципалітет в Італії, у регіоні Венето, провінція Беллуно.
Сан-Ніколо-ді-Комеліко розташований на відстані близько 530 км на північ від Рима, 130 км на північ від Венеції, 55 км на північний схід від Беллуно.
Населення — 398 осіб (2014).

## Демографія
Населення за роками:

Станом на 1 січня 2023 року в муніципалітеті офіційно проживало 20 іноземців з 9 країн, серед них 2 громадяни країн Євросоюзу та 3 громадяни України.

## Сусідні муніципалітети
- Комеліко-Суперіоре
- Данта-ді-Кадоре
- Артітск
- Обертілліак
- Сан-П'єтро-ді-Кадоре
- Санто-Стефано-ді-Кадоре